# Enrico Giannelli
Pour les articles homonymes, voir Giannelli.
Enrico Giannelli, né le 30 décembre 1854 à Alezio, et mort le 15 juillet 1945 à Parabita, est un peintre italien.
Il est l'auteur du livre publié en 1916 : Artisti napoletani viventi : Pittori, scultori ed architetti. Opere da loro esposte, vendute e premi ottenuti in esposizioni nazionali e internazionali.

## Biographie
Enrico Giannelli naît le 30 décembre 1854 à Alezio. Il est le premier enfant d'Andrea Giannelli, médecin et patriote, et d'Agnese Ferrari.
Il s'installe à Naples sur les conseils du maître P.E. Stasi, pour s'inscrire en 1874 à l'institut des beaux-arts. Il est élève de Gabriele Smargiassi. Il obtient en 1877 le diplôme de professeur de dessin. À partir de 1880 environ, il expose à Naples et à Turin.
Il est l'auteur du livre publié en 1916 à Naples et préfacé par Eduardo Dalbono : Artisti napoletani viventi : Pittori, scultori ed architetti. Opere da loro esposte, vendute e premi ottenuti in esposizioni nazionali e internazionali.
Enrico Giannelli meurt le 15 juillet 1945 à Parabita.